# 베르나르도 벨로토
베르나르도 벨로토(이탈리아어: Bernardo Bellotto, 1721년 1월 30일~1780년 11월 17일)는 이탈리아의 도시 풍경 화가 또는 베두티스타(vedutista)이며, 드레스덴, 비엔나, 토리노, 바르샤바의 베두티로 유명한 에칭 판화가이다. 벨로토는 카날레토라는 이름으로 잘 알려진 지오반니 안토니오 카날의 학생이자 조카였으며 삼촌 카날레토의 유명한 이름을 사용하여 자신을 베르나르도 카날레도로 서명하기도 했다. 독일과 폴란드에서 벨로토는 자신을 삼촌의 이름인 카날레토라고 불렀다. 이로 인해 약간의 혼란이 발생하기도 했지만 벨로토의 작품은 그의 삼촌 카날레토의 작품보다 색상이 더 어둡고 구름과 그림자를 묘사한 방식이 네덜란드 회화에 더 가깝다.
벨로토의 스타일은 건축물과 자연 경관을 정교하게 표현한 것이 특징이며, 각 장소의 조명 활용이 뛰어나다는 점이 특징이다. 벨로토와 베네치아의 다른 베두티 화가들은 도시 풍경의 뛰어난 정밀도를 달성하기 위해 카메라 옵스쿠라를 사용했을 가능성이 높다.

## 생애

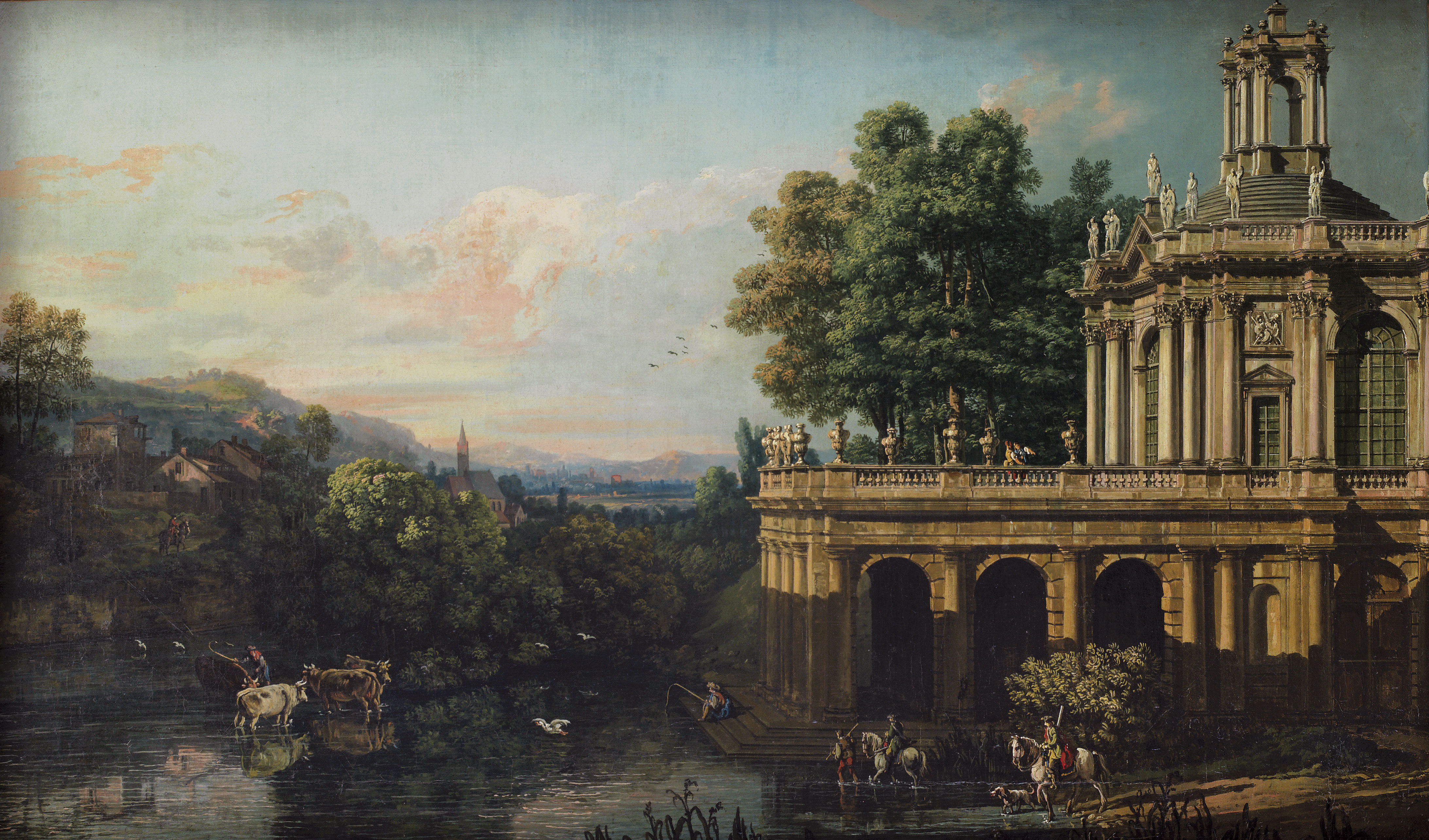
《건물이 있는 카프리치오》, 1765년~1766년 빌바오 미술관

벨로토는 로렌초 안토니오 벨로토(Lorenzo Antonio Bellotto)와 카날레토의 여동생 피오렌차 카날(Fiorenza Canal)의 아들로 베니스에서 태어났으며 삼촌 카날레토의 작업장에서 그림을 공부했다.
1742년에 그는 로마로 이사하여 로마의 풍경을 그렸다. 그는 1744년과 1745년에 이탈리아 북부를 여행하면서 다시 각 도시의 풍경을 묘사했다. 특히 벨로토는 사보이아가의 카를로 에마누엘레 3세를 위해 일했다.

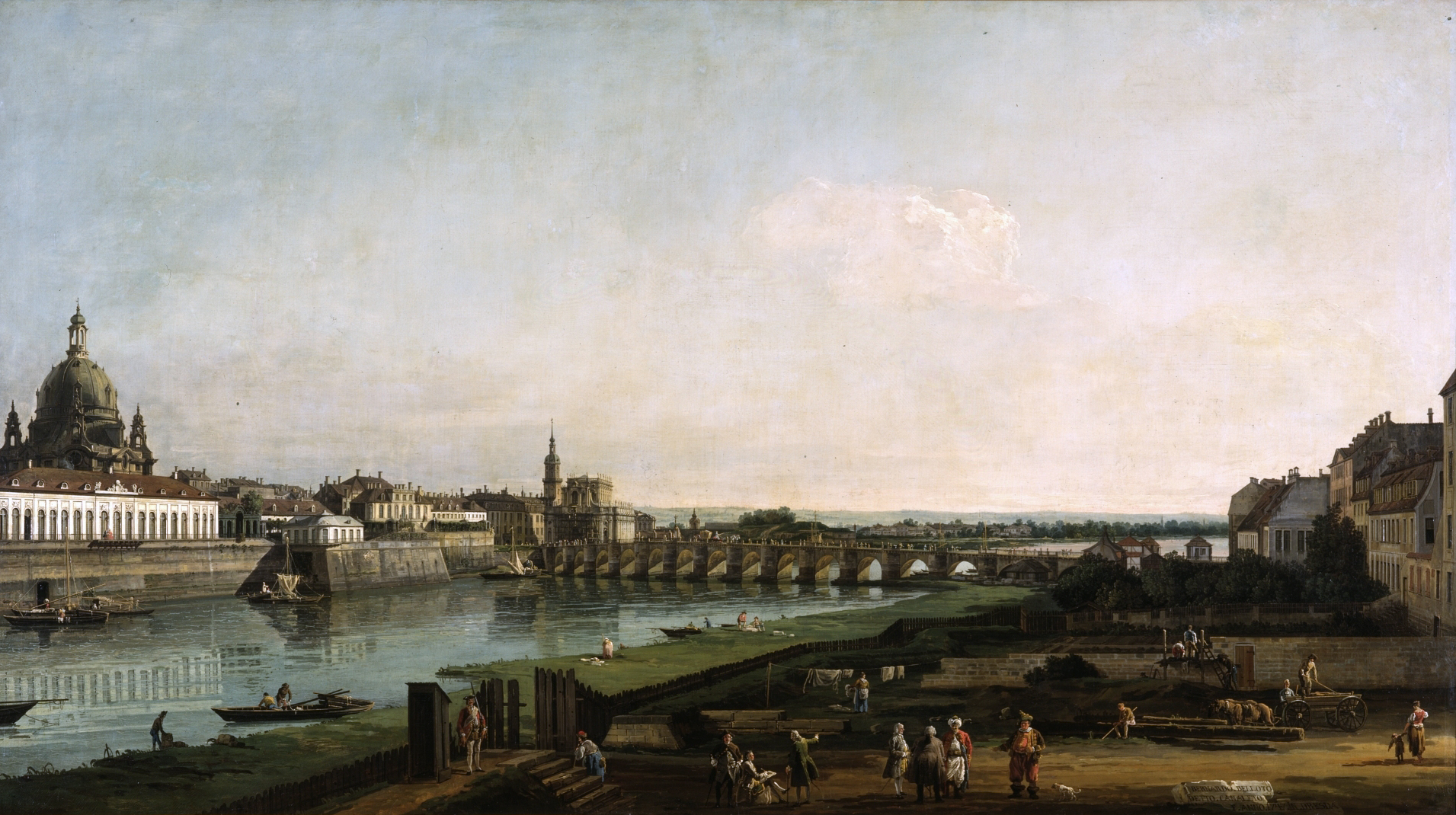
《아우구스투스 다리 위 엘베강 우안에서 본 드레스덴》, 1747년, 알테 마이스터 회화관 소장

1747년부터 1758년까지 그는 폴란드의 아우구스트 3세 국왕의 초대를 받고 드레스덴으로 이사했다.  그는 드레스덴과 피르나라는 도시와 그 주변 지역의 그림을 그렸다. 오늘날 이 그림들은 2차 세계대전 중 폭격으로 파괴된 드레스덴의 옛 아름다움을 기억하며 보존되고 있다.
벨로토는 국제적인 명성이 커지자 1758년에 마리아 테레지아 여제의 초대를 받아 빈으로 와서  도시 기념물의 풍경을 그렸다.
1761년 벨로토는 비엔나를 떠나 뮌헨으로 가서 거의 1년을 그곳에서 보냈다. 마리아 테레지아 여제는 사촌인 마리아 안토니아 공작부인에게 보낸 편지에서 벨로토가 비엔나 궁정에서 이룬 예술적 업적을 칭찬하기도 했다. 논리적으로 그는 바이에른의 통치 가문으로부터 작품 의뢰를 받았다고 볼 수 있다. 그는 바이에른 선제후 막시밀리안 3세 요제프를 위해 뮌헨의 파노라마 전경과 님펜부르크 궁전의 두 개의 베두테를 그렸다. 1761년 말, 벨로토는 다시 드레스덴으로 돌아왔다.

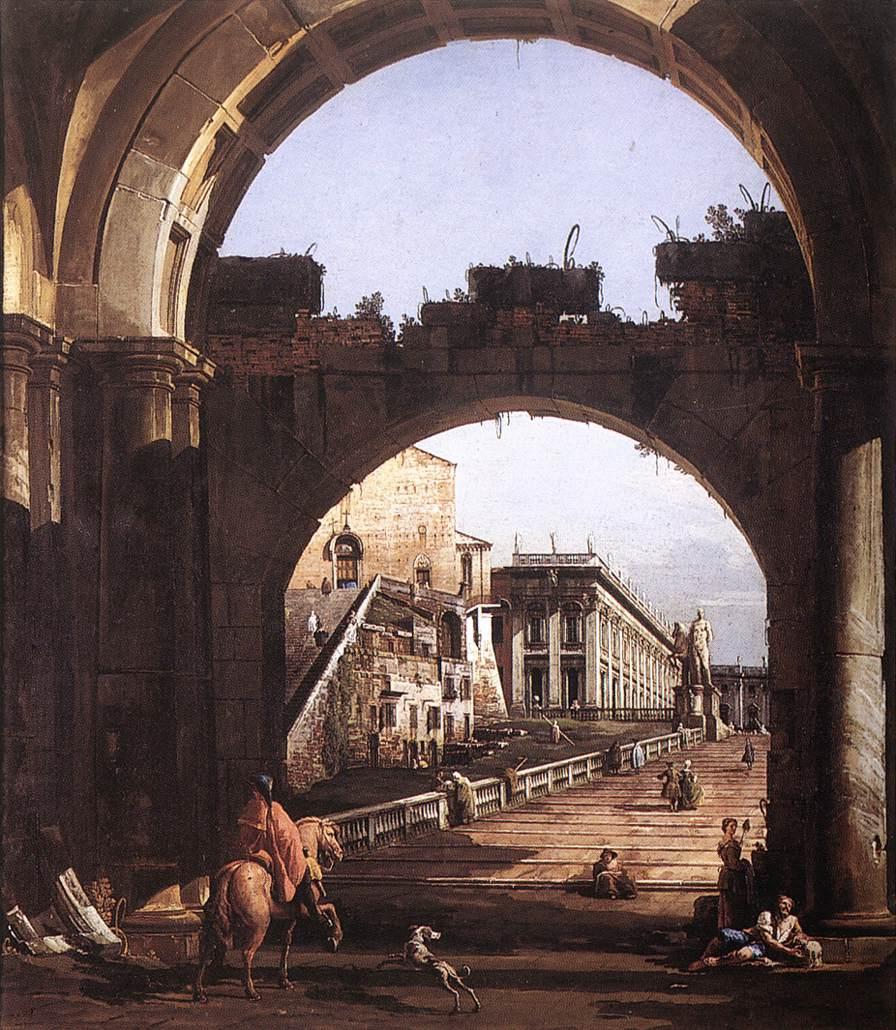
'카피톨의 카프리치오', 벨로토의 도시 풍경은 그의 삼촌 카날레토의 베네치아 풍경과 마찬가지로 세심하게 그려진 사실주의를 지녔지만, 짙은 그림자가 특징이며 톤과 색상이 더 어둡고 차갑다.

1763년 드레스덴에 주로 거주하던 작센 선제후 겸 폴란드의 아우구스투스 3세 왕이 사망하자 벨로토의 입지가 줄어들게 되었다. 이로 인해 벨로토는 드레스덴을 떠나 상트페테르부르크에 있는 캐서린 대제의 궁정에서 일자리를 구했다. 그러나 벨로토는 상트페테르부르크로 가는 길에 폴란드의 새로 선출된 국왕 스타니스와프 아우구스트 포니아토프스키의 초대를 받아들여 1768년부터 바르샤바의 궁정 화가가 되었다.

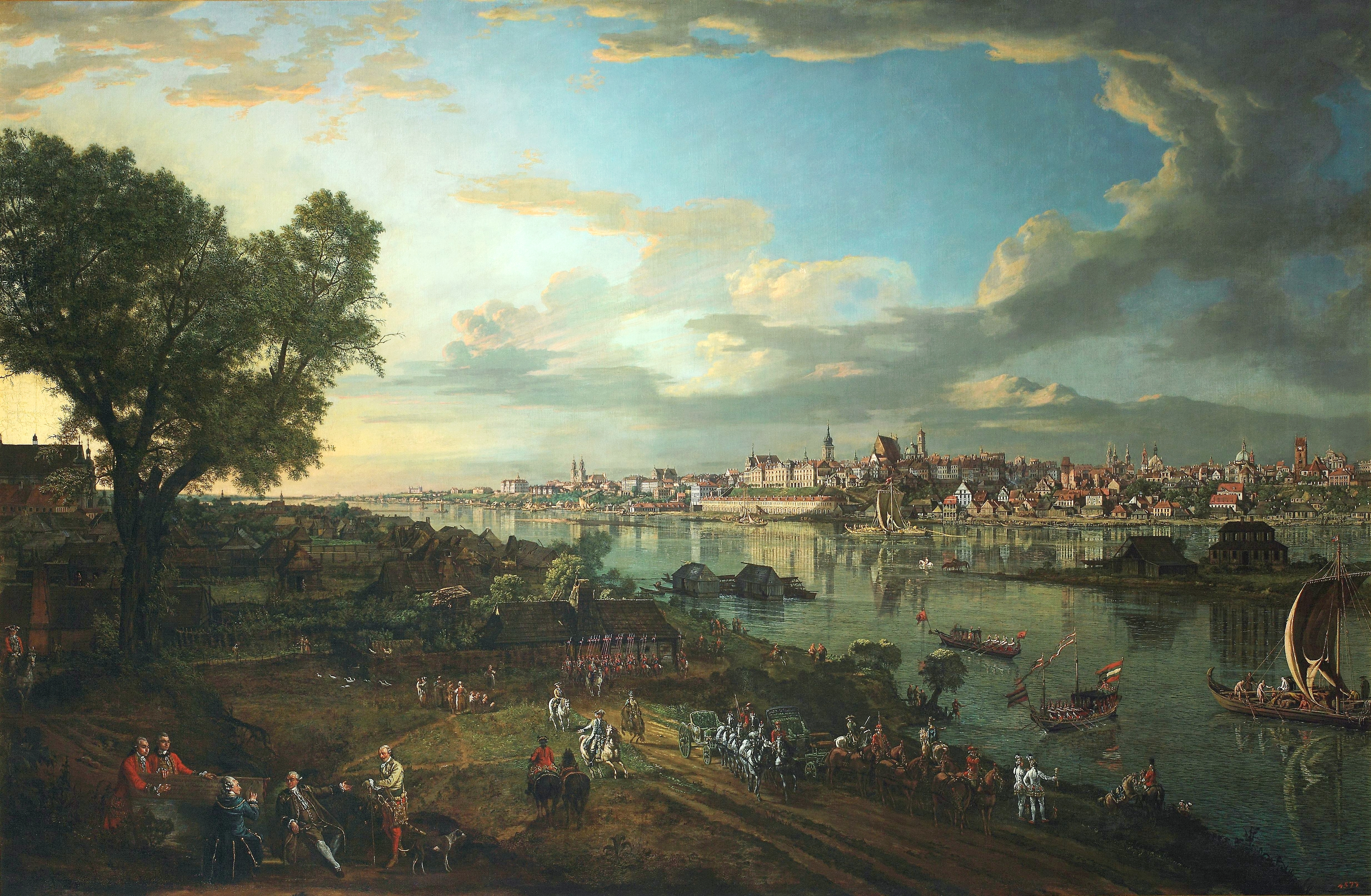
프라가(Praga)에서 바라본 바르샤바 전경, 1770년, 바르샤바 왕궁 소장

그는 바르샤바에서 남은 생애 동안 국왕의 궁정 화가로 약 16년을 보냈으며, 바르샤바 왕궁을 위해 폴란드 수도와 주변 지역의 수많은 풍경을 그렸고, 포니아토프스키가 마르첼로 바차렐리에게 의뢰한 위대한 역사적 그림들도 보완했다. 그의 초기 의뢰에는 1767년과 1770년 사이의 우야즈도프스키 성의 그림 장식이 포함되었는데, 그 중 환상적 천장화 작품은 1784년 성을 군 막사로 재건축하는 동안 손실된 화려한 장식의 유일한 보존 사례이다.

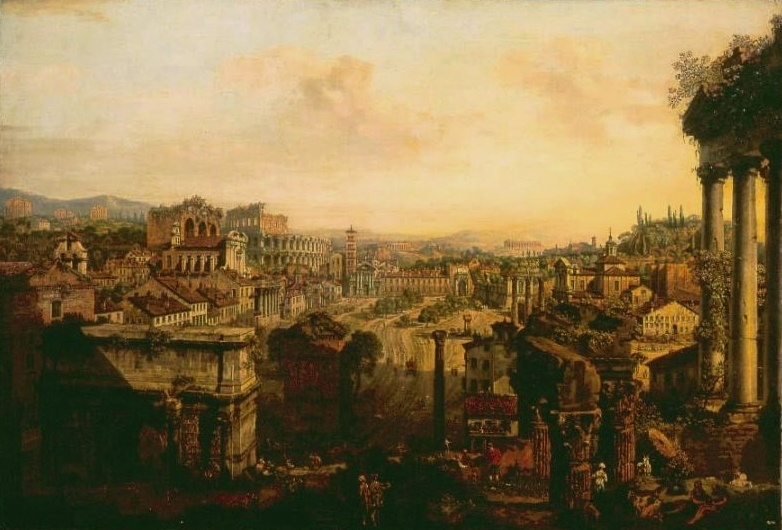
《국회의사당에서 남동쪽으로 본 로마 포럼》, 1769년, 푸시킨 미술관

1769년에 벨로토와 그의 아들 로렌초(1744~1770)는 조반니 바티스타 피라네시의 에칭 컬렉션인 베두티 디 로마(Vedute di Roma)를 기반으로 한 고대와 교황의 로마 풍경 14점을 제작하며 또 다른 대규모 왕립 위임을 완수했다. 이 컬렉션은 19세기 초에 흩어지게 되었고 오늘날에는 러시아의 여러 박물관에 소장되어 있다. 《국회의사당에서 남동쪽으로 본 로마 포럼》과 《판테온과 로톤다 광장》은 모스크바의 푸시킨 미술관에, 《나보나 광장의 전경》은 니즈니노브고로드 국립 미술관에, 《산타마리아 마조레 대성전의 전경》은 하바롭스크의 미술관에 소장되어 있다.
1770~1780년 사이에 그려진 26점의 바르샤바 그림은 바르샤바 왕궁의 소위 파노라마 룸(후에 카날레토 룸)을 장식하기 위해 그려졌으며 후에 러시아로 옮겨져 1921년 폴란드 정부에 반환되었다. 그리고 제2차 세계 대전 중 독일군에 의해 도시가 거의 완전히 파괴된 후 재건하는 데 사용되었다.

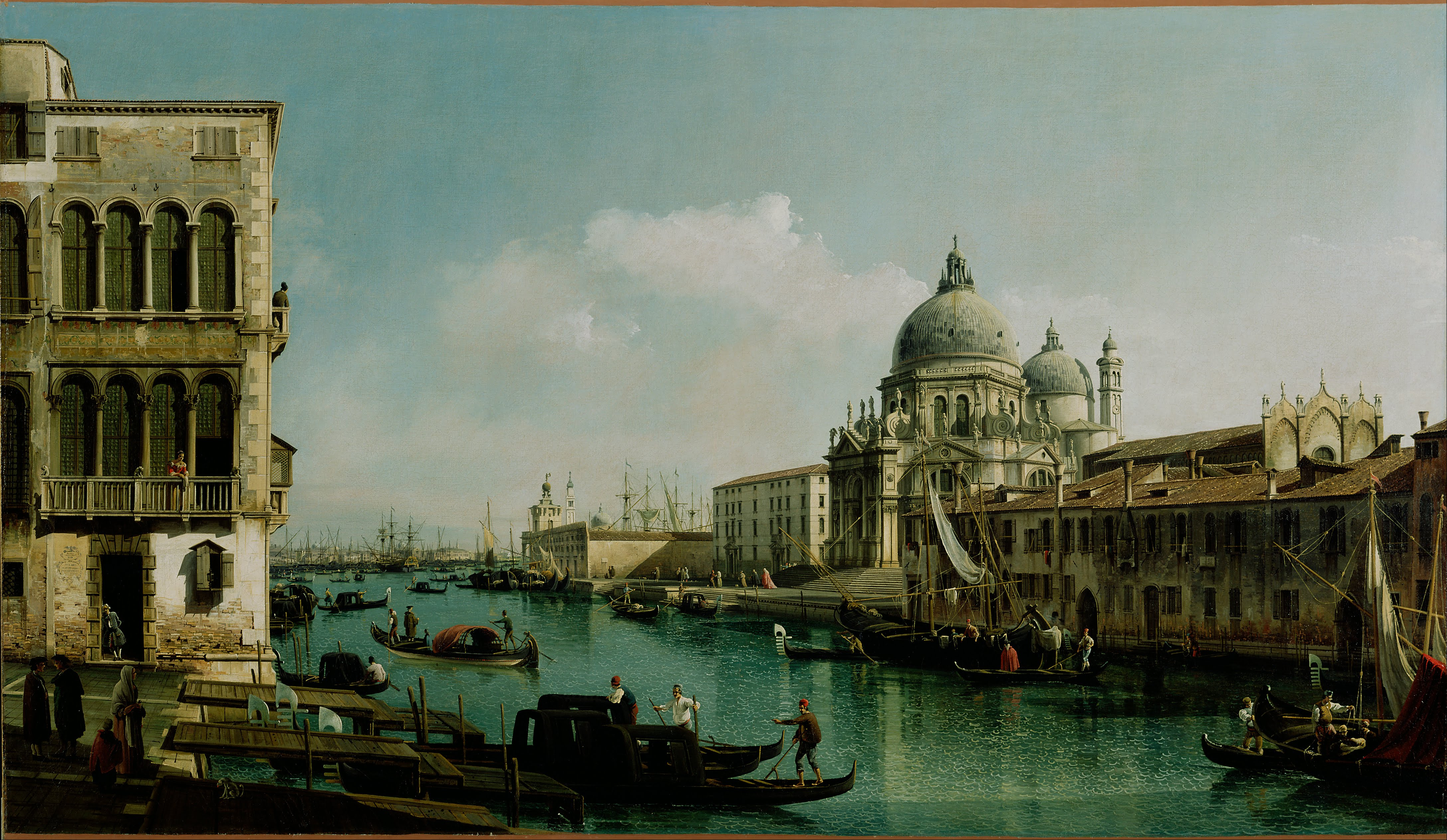
《산타 마리아 델라 살루테 성당과 푼타 델라 도가나가 있는 대운하 전경》, 1743년경, J. 폴 게티 미술관 소장

벨로토의 초기 작품은 그의 삼촌의 스타일이 강하게 반영되었으며, 말년에 이르러 많은 양의 구름과 드리운 그림자, 풍부한 잎사귀가 있는 네덜란드 풍경화에서 영감을 받아 더욱 개성적이고 뛰어난 작품으로 거듭났다. 그의 색깔은 더 차갑고 강철 같은 회색이 특징이다.
벨로토는 1780년 59세의 나이로 바르샤바에서 사망했으며 Miodowa Street에 있는 카푸친 교회에 묻혔다.
그의 남동생은 피에트로 벨로토(1725년~1805년경)였으며, 피에트로는 카날레토와 그의 형 베르나르도 벨로토와 협력한 후 프랑스로 이주하여 le Sieur Canalety와 Pietro Bellotti di Caneletty라는 이름으로 알려졌다. 형제는 Belloti, Belloty, Beloty, 또는 Bellottit 이라고도 불렸다.